# Hooked on You: A Dead by Daylight Dating Sim
Hooked on You: A Dead by Daylight Dating Sim é um jogo eletrônico do gênero simulador de namoro desenvolvido pela Psyop e publicado pela Behaviour Interactive. O título é uma paródia onde os jogadores podem flertar com os antagonistas do jogo Dead by Daylight.

## Jogabilidade
Os jogadores aparecem misteriosamente em uma ilha habitada por quatro assassinos em série do jogo eletrônico Dead by Daylight. Os jogadores são capazes de namorar qualquer um dos assassinos enquanto descobrem mais sobre o passado de cada um. Se eles tentarem namorar mais de um assassino ao mesmo tempo ou escolherem opções de diálogo que irritem um assassino, eles podem ser mortos e perderem o jogo. Alguns minijogos presentes no simulador podem ser utilizados para impressionar os assassinos. Após completarem o jogo, os jogadores podem avançar os diálogos para escolherem caminhos diferentes.

## Divulgação e lançamento
Hooked on You foi anunciado em 17 de maio de 2022 por meio de um teaser divulgado durante a transmissão ao vivo do sexto aniversário de Dead by Daylight, evento este apresentado pela própria Behaviour Interactive. A prévia revelou que o jogo teria um estilo artístico semelhante ao de um desenho animado, bem como os quatro personagens que seriam apresentados no jogo: A Caçadora, O Espírito, O Caçador e O Espectro.
A Behaviour Interactive lançou Hooked on You em 3 de agosto de 2022 exclusivamente para a plataforma Microsoft Windows.

## Recepção
Hooked on You recebeu "críticas mistas" de acordo com o Metacritic, o agregador de críticas que baseou o índice em sete análises.
Tyler Colp da PC Gamer elogiou o jogo por seu retrato "magnético" dos personagens. Ele deu créditos à escrita por tratá-los "como pessoas reais", independentemente de quão "ridículos e distantes de seu papel violento no jogo multijogador" eles eram.
Evan Valentine, escrevendo para o ComicBook.com, avaliou o jogo com 2.5 de 5 estrelas. Valentine apreciou a estética e arte, afirmando que conseguiu representar com sucesso "a ameaça de cada slasher", mas sentiu que muitas das piadas contadas pelos narradores do jogo foram "entenda ou perca", mesmo para fãs de Dead by Daylight. Ele também criticou a forma como o jogo tentou combinar gêneros, o que, nas suas palavras, frequentemente causava "uma crise de identidade".
A GamesRadar descreveu o título como "um pouco manso" por não ter nenhuma nudez ou conteúdo erótico para compensar o que eles sentiram serem minijogos medíocres. A Polygon disse que o jogo era "surpreendentemente sólido" no entanto bastante autoconsciente de ser uma paródia, o que eles acharam muito distrativo. De modo semelhante, a RPGFan criticou o que eles sentiram ser um foco excessivo em humor autorreferente e concluíram que tal feito agradaria somente os fãs de Dead by Daylight. Em contrapartida, a revista britânica NME disse que Hooked on You provavelmente agradaria tanto os fãs de romances visuais quanto os de Dead by Daylight.